# Еміль Анка
Еміль Анка (угор. Anka Emil; нар. 20 січня 1969, Дюла) — угорський шахіст і суддя міжнародного класу (Міжнародний арбітр від 2004 року), гросмейстер від 2001 року.

## Шахова кар'єра
Значні результати на міжнародних турнірах почав показувати в середині 1990-х років. У 1996 році переміг на турнірі First Saturday (FS08 ЇМ) в Будапешті, у 1998 році поділив 4-те місце (позаду Еріка ван ден Дула, Олексія Барсова і Олександра Береловича, разом із зокрема, Фрісо Нейбуром і Валерієм Беймом) у Дірені, 1999 року поділив 1-ше місце (разом з Йожефом Хорватом і Сергієм Галдунцом) у Бішвіллері, тоді як у 2001 році переміг у Будапешті (турнір Elekes Memorial). 2002 року переміг на турнірі за швейцарською системою в Тржінеці й був третім у Будапешті (позаду Гампі Конеру і Євгена Постного), у 2003 році знову переміг у Будапешті (турнір Schneider Memorial), а на 2004 рік припадають два досягнення, поділ 1-го місця в Пакші (разом з Томашем Полаком і Павелом Шимачеком) і Мак-Мінвіллі (меморіал Артура Дейка, разом з Віталієм Голодом). У наступні роки не досягнув особистих успіхів, орієнтуючись на командні змагання серед клубів у Франції та Угорщині.
Найвищий рейтинг в кар'єрі мав станом на 1 липня 1999 року, досягнувши 2487 очок займав тоді 20-те місце серед угорських шахістів.